# تکا
تکا (انگلیسی: Teka) یک کمپانی ساخت لوازم خانگی در المان است.